# Pradiers
Pradiers település Franciaországban, Cantal megyében. Lakosainak száma 81 fő (2022. január 1.). Pradiers Allanche, Landeyrat, Marcenat és Vèze községekkel határos.

## Népesség
A település népességének változása:
| Lakosok száma | 209  | 134  | 117  | 115  | 94   | 94   | 89   | 87   | 85   | 81   |
|               | 1968 | 1982 | 1990 | 2006 | 2013 | 2015 | 2017 | 2019 | 2020 | 2022 |